# 新保土ヶ谷インターチェンジ

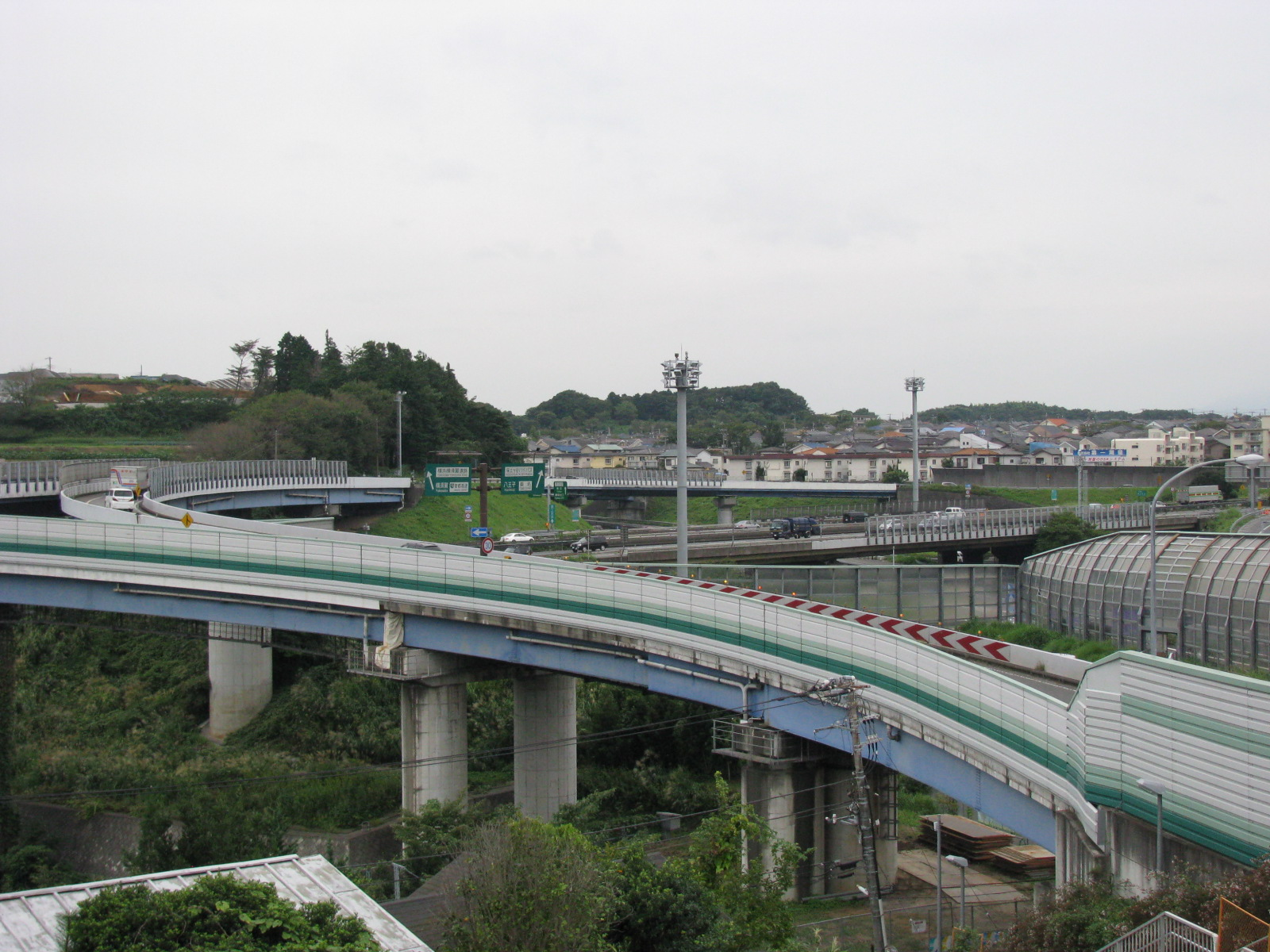
新保土ヶ谷インターチェンジ

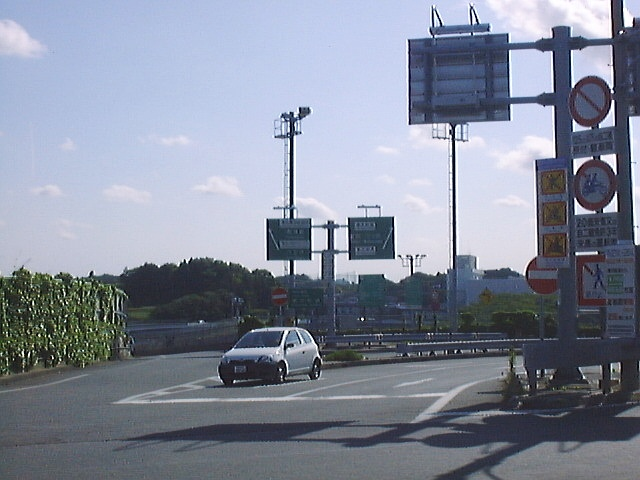
藤塚インターチェンジ出入口（新保土ヶ谷ICの大規模照明塔方向を望む）

新保土ヶ谷インターチェンジ（しんほどがやインターチェンジ）は、神奈川県横浜市保土ケ谷区藤塚町にある国道1号横浜新道と、国道16号保土ヶ谷バイパスおよび国道16号横浜新道を接続するインターチェンジである。
ここでは、併設している藤塚インターチェンジ（ふじづかインターチェンジ）と、新保土ヶ谷インターチェンジの施設の一部である新保土ヶ谷料金所（しんほどがやりょうきんじょ）についても併記する。

## 歴史
- 1959年（昭和34年）10月28日：国道1号横浜新道の全線が開通。
- 1973年（昭和48年）4月17日：国道16号保土ヶ谷バイパスの新保土ヶ谷インターチェンジ - 本村インターチェンジ間が暫定開通したことと伴い、新保土ヶ谷インターチェンジの供用を開始する。
- 1974年（昭和49年）9月25日：国道16号横浜新道の新保土ヶ谷インターチェンジ - 狩場インターチェンジ間が開通により、新保土ヶ谷インターチェンジの全面供用となる。
- 1995年（平成7年）：藤塚インターチェンジの供用を開始する。それまで、隣接していたソニー研究所専用の出入口が設置されていたが、藤塚インターチェンジの設置により廃止され、付帯していたソニー橋も撤去される。
- 1996年（平成8年）7月31日：国道1号横浜新道の改築が完成する。

## 周辺
- 神奈川県立保土ヶ谷公園
- 神奈川県立保土ヶ谷公園硬式野球場
- 新桜ヶ丘団地
- 横浜市立初音が丘小学校
- 横浜市立橘中学校

## 接続する道路
新保土ヶ谷インターチェンジ
国道1号横浜新道と、国道16号保土ヶ谷バイパスおよび国道16号横浜新道の相互を接続する。
藤塚インターチェンジ
新保土ヶ谷インターチェンジのランプと藤塚町の一般市道を接続する。なお、一般市道から国道1号横浜新道戸塚方向への接続はない。

## 料金所
新保土ヶ谷料金所
国道1号横浜新道保土ヶ谷インターチェンジ - 新保土ヶ谷インターチェンジ間の改築完成により、新保土ヶ谷インターチェンジのランプ上に設置された。横浜新道保土ヶ谷インターチェンジ方面と、保土ヶ谷バイパス八王子方面・横浜新道横須賀方面、及び藤塚インターチェンジの相互を利用する場合において、料金を徴収する料金所である。

## 隣
E83 国道1号横浜新道
(10) 星川IC - (11) 藤塚IC/(12) 新保土ヶ谷IC - (13) 今井IC
国道16号保土ヶ谷バイパス
新保土ヶ谷IC - 新桜ヶ丘IC
E16 国道16号横浜新道
新保土ヶ谷IC - (1) 狩場IC/JCT

## 路線バス
横浜新道下り線の本線上、及び戸塚方面から（上り線）の藤塚IC内に『藤塚町』バスストップがあり、相鉄バス浜17・18系統東戸塚駅西口行きが利用できる。
また、横浜新道戸塚方面から藤塚ICを出ずに料金所方面に行くと、2003年に廃止された神奈中バス東05系統のバスストップ跡がある（現在は立入禁止）。
かつては、インターチェンジに隣接された場所にソニーの中央研究所や関連施設があり、バスストップ名は『ソニー研究所前』であったが、2004年12月頃までにソニーは移転・撤退し、現在のバスストップ名に変更となった。